# Cristián Castañeda
Cristián Alberto Castañeda Vargas (ur. 18 września 1968 w San Vicente) – piłkarz chilijski grający na pozycji prawego obrońcy.

## Kariera klubowa
Karierę piłkarską Castañeda rozpoczął w klubie CD Palestino ze stolicy kraju, Santiago. W jego barwach zadebiutował w lidze chilijskiej i grał tam do 1992 roku. Wtedy też przeszedł do innego stołecznego zespołu, Universidad de Chile. W 1994 roku osiągnął swój pierwszy sukces, którym było zdobycie mistrzostwa Chile. W 1995 roku powtórzył to osiągnięcie, a w 1998 roku zdobył Puchar Chile. W 1999 roku znów został mistrzem kraju, a w 2000 roku sięgnął z partnerami z boiska po dublet. W 2003 roku został piłkarzem Everton Viña del Mar, z którym został mistrzem Primera B (drugiej ligi). Ostatnim klubem w karierze Cristiána był Deportes Arica. W 2005 roku Castañeda zakończył piłkarską karierę.

## Kariera reprezentacyjna
W reprezentacji Chile Castañeda zadebiutował 27 marca 1994 roku w wygranym 2:0 towarzyskim meczu z Arabią Saudyjską. W 1995 roku był członkiem kadry na Copa América 1995, ale nie zagrał tam żadnego spotkania. W 1998 roku został powołany przez Nelsona Acostę do kadry na Mistrzostwa Świata we Francji. Na tym turnieju zagrał tylko w zremisowanym 1:1 spotkaniu z Austrią, które było jego ostatnim w reprezentacji. W kadrze narodowej zagrał 25 razy i zdobył jednego gola.